# Чмыровка
Чмыровка (или Чмировка, в 1920-х Чмаровка) — село в Старобельском районе Луганской области, центр сельсовета, фактически — северный пригород Старобельска.
Население — 4293 человека (на 2001 год).
Село основано в 1822 году.
Данный населённый пункт считается прообразом упомянутой в романе Ильфа и Петрова «Двенадцать стульев» деревни Чмаровки.